# Kościół Zwiastowania Najświętszej Maryi Panny w Leśnicy
Kościół Zwiastowania Najświętszej Maryi Panny – kościół cmentarny należący do parafii Trójcy Świętej w Leśnicy. Budowla znajduje się na wzgórzu, 500 metrów od centrum miasta.

## Historia
Jest to budowla wybudowana w XV wieku Kościół ten położony jest na wzgórzu, 500 m od centrum miasta. W ołtarzu głównym znajduje się obraz, który był co najmniej trzy razy przemalowany; powstał w XVIII wieku. Czczono go jako cudowny. Potwierdza to fakt, że w czasie urzędowania księdza Radcy Błażeja Howaliczki, zmarłego w 1942 roku, wokół obrazu były zgromadzone wota. Papież Leon XIII w dniu 26 czerwca 1895 roku nadał ołtarzowi tytuł „Uprzywilejowany”. Co roku w pierwsze święto Wielkanocy odbywa się uroczysta procesja z kościoła parafialnego do kościoła Zwiastowania Najświętszej Maryi Panny.